# Lac Don Juan
Le lac Don Juan (ou nommé aussi Don Juan Pond en anglais) est un lac petit et peu profond situé dans la vallée de Wright en terre Victoria, en Antarctique.
Découvert en 1961, son nom a été créé à partir de l'association des noms des deux pilotes d'hélicoptère, le lieutenant Don Roe et le lieutenant John Hickey, qui participaient à la reconnaissance et à l'étude de ce lac.
Le lac qui possède une très forte salinité, serait 18 fois plus salé que l'océan (pour comparaison, la mer Morte est 8 fois plus salée que l'océan) avec 40,2 % de sel. À cause de ce sel, il ne gèle pas. Sa composition a été estimée à 413 g de CaCl2 et 29 g de NaCl pour un kilogramme d'eau.
Ces conditions extrêmes concernant la salinité et le froid ont permis la formation d'un minéral très rare, l'antarcticite, une variété de CaCl2 •  6 H2O.
Il est situé dans une vallée très sèche et sa taille peut varier fortement ; en décembre 1998, il était pratiquement sec.

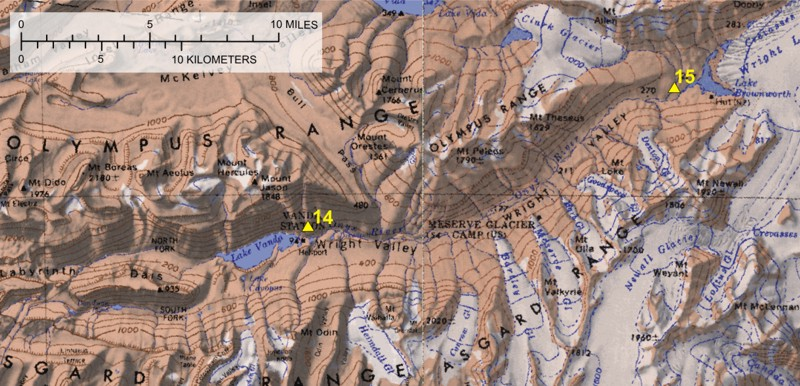
Le lac Don Juan se trouve dans le coin sud-ouest de la carte.

## Source
- (en) Cet article est partiellement ou en totalité issu de l’article de Wikipédia en anglais intitulé « Don Juan Pond » (voir la liste des auteurs).